# Рапід-Сіті (Південна Дакота)
Рапід-Сіті (англ. Rapid City) — місто (англ. city) в США, адміністративний центр округу Пеннінґтон штату Південна Дакота. Населення — 74 703 особи (2020). Друге за розмірами місто штату., засноване 1876 року. Назване на честь річки Rapid Creek, на якій і заснований. Розташований на східному боці гірського масиву Блек-Гіллс. Відомий як «ворота в Блек-Гіллс» і «місто президентів».
У місті розташований собор Пресвятої Діви Марії Неустанної Помочі, що є кафедральним собором Єпархії Рапід-Сіті. До транспортної системи міста відноситься Регіональний аеропорт Рапід-Сіті.

## Географія
Рапід-Сіті розташований за координатами 44°4′16″ пн. ш. 103°13′5″ зх. д. / 44.07111° пн. ш. 103.21806° зх. д. (44.071071, -103.217924).  За даними Бюро перепису населення США в 2010 році місто мало площу 143,71 км², з яких 143,50 км² — суходіл та 0,20 км² — водойми.

### Клімат
| Клімат : Рапід-Сіті                        | Клімат : Рапід-Сіті | Клімат : Рапід-Сіті | Клімат : Рапід-Сіті | Клімат : Рапід-Сіті | Клімат : Рапід-Сіті | Клімат : Рапід-Сіті | Клімат : Рапід-Сіті | Клімат : Рапід-Сіті | Клімат : Рапід-Сіті | Клімат : Рапід-Сіті | Клімат : Рапід-Сіті | Клімат : Рапід-Сіті | Клімат : Рапід-Сіті |
| Показник                                   | Січ.                | Лют.                | Бер.                | Квіт.               | Трав.               | Черв.               | Лип.                | Серп.               | Вер.                | Жовт.               | Лист.               | Груд.               | Рік                 |
| Абсолютний максимум, °C                    | 24,4                | 23,9                | 28,3                | 33,9                | 36,7                | 42,8                | 43,9                | 41,7                | 40,0                | 35,6                | 28,3                | 23,9                | 43,9                |
| Середній максимум, °C                      | 2,8                 | 4,2                 | 8,8                 | 14,6                | 19,9                | 25,4                | 30,6                | 30,2                | 24,2                | 16,3                | 8,3                 | 2,7                 | 15,8                |
| Середній мінімум, °C                       | −10,6               | −9,4                | −5,1                | −0,1                | 5,6                 | 10,7                | 14,5                | 13,7                | 7,8                 | 1,2                 | −5,5                | −10,6               | 1,1                 |
| Абсолютний мінімум, °C                     | −32,8               | −35                 | −29,4               | −17,2               | −7,8                | −0,6                | 3,9                 | 3,3                 | −7,8                | −18,9               | −28,3               | −34,4               | −35                 |
| Середня кількість сонячних годин на місяць | 163,5               | 174,0               | 233,9               | 246,9               | 274,3               | 310,5               | 335,5               | 323,8               | 261,9               | 226,0               | 156,6               | 149,9               | 2856                |
| Норма опадів, мм                           | 8                   | 11                  | 24                  | 46                  | 82                  | 64                  | 47                  | 40                  | 33                  | 36                  | 13                  | 11                  | 414                 |
| Днів з опадами                             | 5,4                 | 5,7                 | 7,6                 | 9,5                 | 11,7                | 12,3                | 9,5                 | 7,7                 | 7,0                 | 7,2                 | 5,3                 | 5,4                 | 94,3                |
| Днів зі снігом                             | 5,4                 | 5,8                 | 5,3                 | 4,4                 | 0,4                 | 0                   | 0                   | 0                   | 0,4                 | 1,5                 | 4,1                 | 5,8                 | 33,1                |
| Вологість повітря, %                       | 63.5                | 65.1                | 63.8                | 58.6                | 60.8                | 61.9                | 56.2                | 52.6                | 53.5                | 54.2                | 62.2                | 64.8                | 59.8                |
| ------------------------------------------ | ------------------- | ------------------- | ------------------- | ------------------- | ------------------- | ------------------- | ------------------- | ------------------- | ------------------- | ------------------- | ------------------- | ------------------- | ------------------- |
| Джерело: NOAA                              |                     |                     |                     |                     |                     |                     |                     |                     |                     |                     |                     |                     |                     |

## Демографія

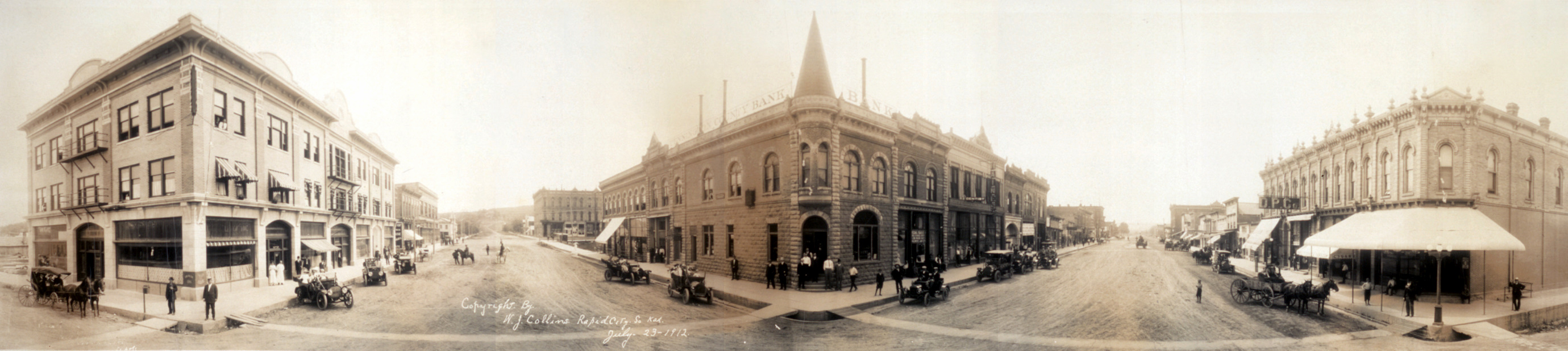
Панорамний вид

Згідно з переписом 2010 року, у місті мешкало 67 956 осіб у 28 586 домогосподарствах у складі 16 957 родин. Густота населення становила 473 особи/км².  Було 30254 помешкання (211/км²).
Расовий склад населення:
| - 80,4 % — білих - 12,4 % — корінних американців - 1,2 % — азіатів - 1,1 % — чорних або афроамериканців - 0,1 % — вихідців з тихоокеанських островів |

До двох чи більше рас належало 4,1 %. Частка іспаномовних становила 4,1 % від усіх жителів.
За віковим діапазоном населення розподілялося таким чином: 23,9 % — особи молодші 18 років, 61,6 % — особи у віці 18—64 років, 14,5 % — особи у віці 65 років та старші. Медіана віку мешканця становила 35,6 року. На 100 осіб жіночої статі у місті припадало 97,8 чоловіків;  на 100 жінок у віці від 18 років та старших — 95,9 чоловіків також старших 18 років.
Середній дохід на одне домашнє господарство  становив 62 925 доларів США (медіана — 46 966), а середній дохід на одну сім'ю — 77 552 долари (медіана — 61 720). Медіана доходів становила 41 471 долар для чоловіків та 31 306 доларів для жінок. За межею бідності перебувало 15,2 % осіб, у тому числі 21,2 % дітей у віці до 18 років та 9,9 % осіб у віці 65 років та старших.
Цивільне працевлаштоване населення становило 35 585 осіб. Основні галузі зайнятості: освіта, охорона здоров'я та соціальна допомога — 24,8 %, мистецтво, розваги та відпочинок — 13,5 %, роздрібна торгівля — 12,5 %.